# Sant Cristòfol de les Borges Blanques
Sant Cristòfol de les Borges Blanques és una església de les darreres tendències de les Borges Blanques (Garrigues) protegida com a Bé Cultural d'Interès Local.

## Descripció
Està situada a 2 km trobem la Font Vella, a la vora de l'Ermita de Sant Cristòfol, un indret frescal que està envoltat d'arbres i que acull un berenador d'excursionistes i un terreny d'acampada.
És un edifici aïllat de planta el·líptica d'una sola nau i absis rectangular. Consta d'una capella, un porxo i un campanar. La capella es perllonga cap a l'exterior, a través d'un porxo fet amb dues pilastres metàl·liques. L'interior té el sostre en pendent, fet mitjançant revoltons de formigó i bigues que han deixat vistes. L'interior del temple és precedit per una imatge del sant, protegit per una reixa exterior de ferro colat, i unes pintures al·legòriques.
El paviment és a dos nivells, trobant-se l'altar al superior. Rep il·luminació a través de finestres verticals de pavés. La coberta exterior de la capella és en pendent plana, més rebaixada que als murs i coberta amb material aïllant. El campanar és un mur vertical maclat al cos de la capella. Està fet d'obra vista i l'alçat és trapezoïdal. A la part superior hi ha un espai obert per la campana.
Als voltants de l'ermita s'hi han trobat restes de ceràmica romana, un forn de pedra que actualment recull l'aigua per abeurar el bestiar i està datat vers el segle XIV/XV.
La font està formada per un frontal de pedra situat un metre per sota la rasant i format per pedres ben escairades.

## Història
Fou creada cap els cinquanta per iniciativa d'una colla d'amics. Cada any per la festivitat de St. Cristòfol, el cap de setmana més proper al deu de juliol, dia del patró, se celebra un aplec que organtiza l'associació d'Amics de la Fontvella amb el patrocini de l'ajuntament de la ciutat; en aquest els conductors hi porten el seu vehicle a rebre la benedicció.
L'entorn de l'edifici és ocupat per una avinguda de Plataners (platanus hybrida) a sota dels que s'hi situen alguns bancs i taules que el converteixen en un espai de lleure per als locals i forasters. També hi ha una zona per a fer focs.
La ubicació de l'ermita s'explica segurament a través de l'existència anterior de la font vella, deu natural molt antiga que abastava tota la població i que, encara avui, raja regularment malgrat que la seva aigua actualment ja no és potable. La font és la que dona nom a l'espai.